# 八城まゆ
八城 まゆ（やしろ まゆ、1992年3月23日 - ）は、日本の女優。鳥取県出身。本名、非公開。愛称まぁぴょん。

## 人物
- 地元の高校を卒業後、服飾専門学校に進み、卒業後に声優を目指して上京した。[1]
- ミスヤングチャンピオン2014 オーディションのファイナリストに選出され、ヤンチャン学園音楽部入り。2015年8月までの1年間活動した。
- ビリヤード雑誌「CUE'S」のアイドルビリヤード部に所属し、ビリヤード検定B3級を取得。
- 方言は雲伯方言(米子弁)

## 出演

### テレビドラマ
- 病室で念仏を唱えないでください（2020年1月17日 - 3月20日 、TBS） - 辺見梨沙 役[2]

### テレビ番組
- ニュースモーニングサテライト内 朝のビジネスドラマ「突然ですが、ピンチです」新入社員:高田博美 役（テレビ東京）
- ザ!世界仰天ニュース新春4時間SP「パニック家族!赤ちゃん落下⁉」阿由の妹:衣津美 役（日本テレビ）[3]
- 痛快TVスカッとジャパン〜機転を利かせて解決スカッと〜「タバコを買う高校生」店員:村上洋子 役（フジテレビ）
- ビットワールド「まじヤバいっす！とんでもナイス島」ももウサギ(レギュラー)他(声の出演)（NHK）
- あしたのSHOW(ナレーション)他（TOKYO MXテレビ）

### 配信ドラマ
- 病室で念仏を唱えないでください 〜サトリ研修医・田中玲一〜（Paravi）第8話 - 辺見梨沙 役

### ラジオ番組
- オーディオドラマ青春アドベンチャー『王妃の帰還』リンダ 役（NHK-FM）[4]
- オーディオドラマ青春アドベンチャー『ウィッグ取ったらただの人』ユカ 役（NHK-FM）[5]

### ゲーム
- 『ホップステップジャンパーズ』CV.ガーディアンコルト[6]

### ドラマCD
- 『DUEL!』CV.神沢つばさ[7]

### 雑誌
- ビリヤードCUE'S（BABジャパン）- 表紙 他
- TVLIFE 4号（2/14号、学研プラス）[8]

### 舞台
2015年
- 『ブリキの茶袱台』- （2/24-3/3, Geki地下Liberty）主演・三宅明日華 役
- 『下北マダムス ふたりのつみき』- （3月26日、新宿vatios）えのもとぐりむ二人芝居
- 『即興芝居×即プレビュー　POTLUCK8 –women’s-』 - （5月1日、原宿アストロホール）
- 『永遠にムーン』- （6月23日 - 6月28日、笹塚ファクトリー）桜井エリナ 役
- 『鴟梟-sikyo-』- （12月11日 - 12月20日、Geki地下Liberty）ヒロイン・ミサ役

2016年
- 『ソウサイノチチル』- （1月19日 - 1月24日、Geki地下Liberty）アユ 役
- 『ヒーロー専門学校〜未知なる者たちへ、未知なる先に道はあるか？～』- （5月5日 - 5月8日、テアトルBONBON）主演・あかね 役 / 準主演・紫音 役
- 『SHOPPING MOLE 2-ポポフゴーストの救命曲線-』- （7月13日 - 7月18日、テアトルBONBON）ヒロイン・勝浦恵美 役
- 『レディ・ア・ゴーゴー！』- （12月7 - 12月18日、テアトルBONBON）松原佳子 役

2017年
- 『想い出を消しながら君は恋をする』- （5月7日、吉祥寺シアター / 5月12日 - 14日、ザムザ阿佐ヶ谷）主演・雪井都 役
- 『Time Train 〜さよならの向こう側〜』- （4月11日 - 4月16日、劇場MOMO）久留美 役
- 『SUpErViSIoN』- （6月14日 - 6月18日、千本桜ホール）特別出演・サラ 役

2019年
- 『殺してゴメンネ』- （3月13日 - 3月17日、萬劇場）水戸悠子 役

2021年
- 『Les Miserables〜惨めなる人々〜』（6月12日 - 20日、シアターΧ）コゼット 役[9]

- 『九識のスプリント～いざ、駆ける瞬間～』（10月27日 - 11月3日、江戸川区総合文化センター）為永マリ 役[10]

2022年
- 『サイバーガール2～カリスマになれないもう一人の天才～』（11月2日 - 6日、ザ・ポケット）主演・北村結菜 役[11]

2023年
- 仁義なきギャル組長～ジャーナリスト土門瑛太の“M資金”真相解明ファイル～（4月12日 - 16日、日本橋劇場） 金崎霧子 役[12]
- 『ラフテイル・オブ・アラジン 〜Aladdin and the Magic Lamp Story〜』（11月22日 - 26日、こくみん共済 coop ホール/スペース・ゼロ）レイラ 役[13]

2024年
- 『恋と呼ぶには気持ち悪い』（2024年4月26日 - 5月5日、ヒューリックホール東京 / 5月10日 - 12日、COOL JAPAN PARK OSAKA TTホール）有馬百合子 役[14]
- 『理系が恋に落ちたので証明してみた。』（9月12日 - 16日、こくみん共済 coop ホール/スペース・ゼロ）棘田恵那 役[15]

2025年
- 『Les Misérables』（2月27日 - 3月6日、IMAホール） - アゼルマ 役[16]